# 21 î.Hr.

## Nașteri
- dată necunoscută: Phaedrus  (d. ?)